# STS–68
Az STS–68 jelű küldetés az amerikai űrrepülőgép-program 65., az Endeavour űrrepülőgép 7. repülése.

## Jellemzői
Elsődleges feladat volt az Space Radar Laboratory (SRL–2) üzemeltetése, vizsgálati módszerének kiegészítése.

### Első nap
Eredeti tervek szerint 1994. augusztus 18-án indult volna küldetésbe, de a főmotorok begyújtásánál lángömlés történt, ezért azonnali vészleállítás végzett a Return To Launch Site (RSLS). Hasonló esetek történtek az STS–41–D, STS–51–F, STS–55 és az STS–51 űrrepülőgépek indításánál. Az újabb indítást október elejére, majd szeptember 30-án a szilárd hajtóanyagú gyorsítórakéták, Solid Rocket Booster(SRB) segítségével Floridából, a Cape Canaveral (KSC) Kennedy Űrközpontból, a LC39–A (LC–Launch Complex) jelű indítóállványról emelkedett a magasba. Az orbitális pályája 88,85 perces, 57 fokos hajlásszögű, elliptikus pálya perigeuma 212 kilométer, az apogeuma 224 kilométer volt. Felszálló tömeg indításkor 112 095 kilogramm, leszálló tömeg 100 707 kilogramm. Szállított hasznos teher 12 510 kilogramm
Vészhelyzeti leszállópályákat jelöltek ki egyéb okok (technikai hiba felszállásor), illetve az amerikai leszálló pályák időjárási viszontagságai által nehezített leszállások elősegítésére Portugáliában, Spanyolországban és Marokkóban. Az űrrepülés történetében soha nem fordult elő felszállás utáni vészhelyzeti leszállópálya alkalmazására.

## Hasznos teher
1. Az SRL–1 az STS–59 fedélzetén végezte az emberi civilizáció nyomainak kutatását, illetve a Föld felszínének vizsgálatát. A Space Radar Laboratory (SRL–2) a második küldetés, hogy tanulmányozza a Föld környezetét. Fő egységei a Spaceborne Imaging Radar-C/X-Band Synthetic Aperture Radar (SIR–C/X–SAR) berendezések, illetve a Measurement of Air Pollution from Satellite (MAPS) a légszennyezettséget mérő műszer volt. A SIR-C/X-SAR eszközöket a NASA együttműködésével a Német Űrügynökség (DLR) és az Olasz Űrügynökség (ASI) biztosította. A legénység 12 órás váltásokban végezte az előírt programot. A kamcsatkai vulkánkitörésről videó felvételeket készítettek. Radarfelvételeket készítettek Afrikáról, a Csendes-óceánról, az Atlanti-óceánról és Amerika keleti és nyugati partjairól. Japánról, a Fülöp-szigetekről, Dél-Amerikáról, a Kanári-szigetekről készítettek radarképeket. Viharokat, villámlásokat, tüzeket észleltek, rögzítettek, légszennyezettséget (szén-monoxid) mértek. A 66 órányi működés alatt 66 millió négyzetkilométert vizsgáltak át. Vizsgálata során 400 különleges helyszínről készítette adatokat. A rögzített adatok 166 (SIR–C),  25(X–SAR) digitális szalagon fértek el.
2. Protein Crystal Growth (CPCG) – kereskedelmi megrendelésre végzett kristálynövekedés (gyógyszer alapanyag gyártása).
3. Biological Research in Canisters (BRIC) – tartályokban végzett élettudományi (növények; rovarok, pókok, százlábúak, rákok)  kísérletek.
4. CHROMEX – élettani folyamatok vizsgálata növények felhasználásával. Földi, illetve hosszú távú űrrepülés felhasználásra.
5. Office of Naval Research (ONR) és Military Applications of Ship Tracks (MAST) – támogató katonai alkalmazások. A Haditengerészet az ONR, az Amerikai Védelmi Minisztérium (DoD) a MAST programmal tesztelte a hajók helyzetének meghatározását, a kommunikáció zavartalanságát. A fényképek segítségével értékelték a felhők hatástényezőit.
6. Radiation Monitoring Equipment-III (RME-III) – ionizáló sugárzás mérése az űrrepülőgép különböző pontjain (gamma, elektron, neutron és proton sugárzás).
7. Get Away Special (GAS) – zárt tartályokban kereskedelmi jellegű kutatásokat, kísérleteket végeztek. Egy tartályban 500 ezer emlékbélyeg volt, az Apollo–11 Holdra szállásának 25. évfordulójára.

### Tizenegyedik nap
1994. október 11-én Kaliforniában az Edwards légitámaszponton (AFB) szállt le. Összesen 11 napot, 5 órát, 46 percet és 8 másodpercet töltött a világűrben. 7 569 092 kilométert (4 703 216 mérföldet) repült, 182 alkalommal kerülte meg a Földet. Egy különlegesen kialakított Boeing 747 tetején  visszatért kiinduló bázisára.

## Személyzet
(zárójelben a repülések száma az STS–68 küldetéssel együtt)
- Michael Allen Baker (3), parancsnok
- Terrence Wade Wilcutt (1) pilóta
- Steven Lee Smith (1), küldetésspecialista
- Daniel Wheeler Bursch (2), küldetésspecialista
- Peter Wisoff (2), küldetésspecialista
- Thomas David Jones (2), küldetésspecialista

### Visszatérő személyzet
- Michael A. Baker (3), parancsnok
- Terrence W. Wilcutt (1) pilóta
- Steven L. Smith (1), küldetésspecialista
- Daniel W. Bursch (2), küldetésspecialista
- Peter J. K. Wisoff (2), küldetésspecialista
- Thomas Jones (2), küldetésspecialista